# Итакуакесетуба
Итакуакесетуба (порт. Itaquaquecetuba) — муниципалитет в Бразилии, входит в штат Сан-Паулу. Составная часть мезорегиона Агломерация Сан-Паулу. Находится в составе крупной городской агломерации Агломерация Сан-Паулу. Входит в экономико-статистический микрорегион Можи-дас-Крузис. Население составляет 352 755 человек на 2006 год. Занимает площадь 81,777 км². Плотность населения — 4.313,6 чел./км².

## История
Город основан 8 сентября 1560 года.

## Статистика
- Валовой внутренний продукт на 2003 составляет 1.347.859.274,00 реалов (данные: Бразильский институт географии и статистики).
- Валовой внутренний продукт на душу населения на 2003 составляет 4.263,31 реалов (данные: Бразильский институт географии и статистики).
- Индекс развития человеческого потенциала на 2000 составляет 0,744 (данные: Программа развития ООН).

## География
Климат местности: субтропический.